# 澳洲南茴魚
澳洲南茴魚，為輻鰭魚綱胡瓜魚目後鰭鮭科的其中一種，分布於大洋洲澳洲東南部Grose河至南部沿岸淡水、半鹹水域, 包括塔斯馬尼亞島及國王島，體長可達33公分，棲息在小溪與河礫石底部冷又清澈的水域，成群活動，以小型甲殼類、昆蟲、藻類等為食，繁殖期在2月至5月，幼魚孵化後會游向河口及沿海，6個月大後再游回河川上游，可做為食用魚。